# Kanton Langogne
Der Kanton Langogne  ist seit 1790 ein französischer Wahlkreis im Arrondissement Mende im Département Lozère in der Region Okzitanien; sein Hauptort ist Langogne.

## Gemeinden
Der Kanton besteht aus neun Gemeinden mit insgesamt 4627 Einwohnern (Stand: 1. Januar 2022) auf einer Gesamtfläche von 241,42 km²:
| Gemeinde                | Einwohner 1. Januar 2022 | Fläche km² | Dichte Einw./km² | Code INSEE | Postleitzahl |
| ----------------------- | ------------------------ | ---------- | ---------------- | ---------- | ------------ |
| Auroux                  | 365                      | 35,09      | 10               | 48010      | 48600        |
| Chastanier              | 78                       | 10,41      | 7                | 48041      | 48300        |
| Cheylard-l’Évêque       | 64                       | 29,64      | 2                | 48048      | 48300        |
| Langogne                | 2.860                    | 31,41      | 91               | 48080      | 48300        |
| Luc                     | 207                      | 46,10      | 4                | 48086      | 48250        |
| Naussac-Fontanes        | 368                      | 24,76      | 15               | 48105      | 48300        |
| Rocles                  | 242                      | 19,84      | 12               | 48129      | 48300        |
| Saint Bonnet-Laval      | 258                      | 32,00      | 8                | 48139      | 48600        |
| Saint-Flour-de-Mercoire | 185                      | 12,17      | 15               | 48150      | 48300        |
| Kanton Langogne         | 4.627                    | 241,42     | 19               | 4807       | –            |

Bis zur landesweiten Neuordnung der französischen Kantone im März 2015 gehörten zum Kanton Langogne die neun Gemeinden Auroux, Chastanier, Cheylard-l’Évêque, Fontanes, Langogne, Luc, Naussac, Rocles und Saint-Flour-de-Mercoire. Sein Zuschnitt entsprach einer Fläche von 209,42 km2. Er besaß vor 2015 einen anderen INSEE-Code als heute, nämlich 4810.

## Veränderungen im Gemeindebestand seit der landesweiten Neuordnung der Kantone
2017: Fusion Laval-Atger und Saint-Bonnet-de-Montauroux → Saint Bonnet-Laval
2016: Fusion Fontanes und Naussac → Naussac-Fontanes